# سلمان كندي (غوزل درة)
سلمان کندي (بالفارسية: سلمان کندی) هي قرية تقع في إيران في قسم غوزل درة الریفي. يقدر عدد سكانها بـ 332 نسمة بحسب إحصاء 2016.